# 新版本合唱團
新版本合唱團（英語：New Edition）是1978年成立于美國波士頓的一個節奏藍調樂團，1980年代是該樂團最受歡迎的時期，他們同時也是1980及1990年代男孩團體潮流的先驅。
1983年在該團早期的巔峰時期，團員有羅尼·迪布、鮑比·布朗、瑞奇·貝爾、麥可·比文斯以及拉爾夫·卓士頓。早期的知名作品有1983年的《Candy Girl》，以及1984年的《Cool It Now》和《Mr. Telephone Man》。鮑比·布朗在1986年離團單飛，同時締造個人最輝煌的演藝事業生涯。之後該團有段時間一直只有四名團員，直到1988年約翰尼·吉爾加入并推出了新的專輯《Heart Break》。
鮑比·布朗在1996至1997年回到團裡一起錄製冠軍專輯《Home Again》。但是接下來的巡迴演唱會中，鮑比·布朗跟比文斯因故離團，導致巡迴被半途中止。他們的最後一張錄音室作品是2004年的《One Love》。
2011年5月3日，新版本合唱團在他們的官網六位團員將齊聚，籌備慶祝《Candy Girl》發行30周年。